# Notopteridae
Famille
Les Notopteridae sont une famille de poissons appartenant à l'ordre des Osteoglossiformes. Cette famille regroupe 4 genres. La famille des Notopteridae se rencontre principalement eau douce mais, parfois en eau saumâtre. La famille se rencontre en Afrique et en Asie du Sud-Est. Elle se caractérise par une petite nageoire dorsale mais, absent chez le genre Xenomystus et une nageoire anale petite à longue en confluence avec la nageoire nageoire caudale. La nageoire anale combine des rayons caudaux au nombre de 100 et plus. Lorsque les nageoires pelviennes sont présentes, elles comptent 3 à 6 petits rayons. L’opercule osseux dur recouvrant et protégeant les branchies est absent. 120 à 180 écailles dans la ligne latérale. La famille comprend des espèces mesurant une longueur maximale de 80 cm. Les spécimens encore jeunes et de petites tailles sont populaires chez les aquariophiles, quand les adultes de grande taille sont conservés et exposés dans les aquariums publics. Dans leurs milieux naturels, la plupart des espèces que regroupe ce genre sont utilisés dans l’alimentation.

## Liste des genres
Selon FishBase:
- Genre Chitala Fowler, 1934
  - Chitala blanci
  - Chitala borneensis
  - Chitala chitala
  - Chitala hypselonotus
  - Chitala lopis
  - Chitala ornata

- Genre Notopterus Lacépède, 1800
  - Notopterus notopterus

- Genre Papyrocranus Greenwood, 1963
  - Papyrocranus afer
  - Papyrocranus congoensis

- Genre Xenomystus Günther, 1868
  - Xenomystus nigri

## Galerie
Un vrai problème touchant les colorations est observé, également selon FishBase, les quelques espèces suivante sont donc a observé avec précaution (principalement les espèces du genre Chitala, excepté Chitala blanci):

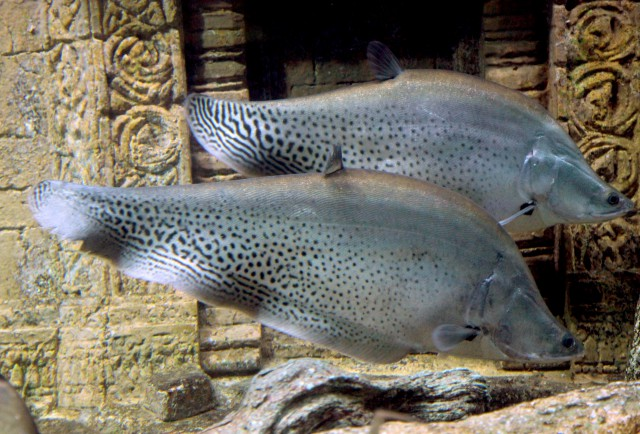
Chitala blanci
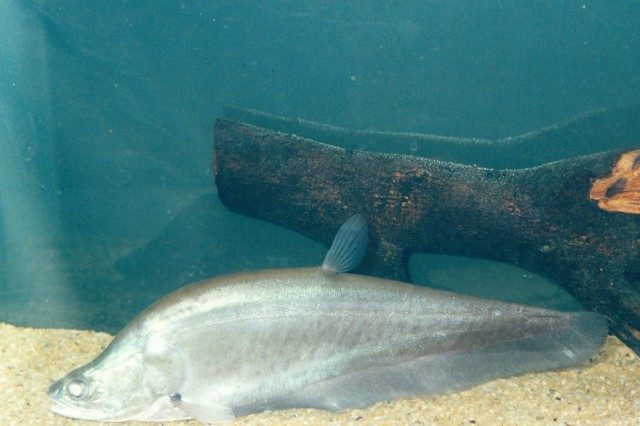
Chitala lopis
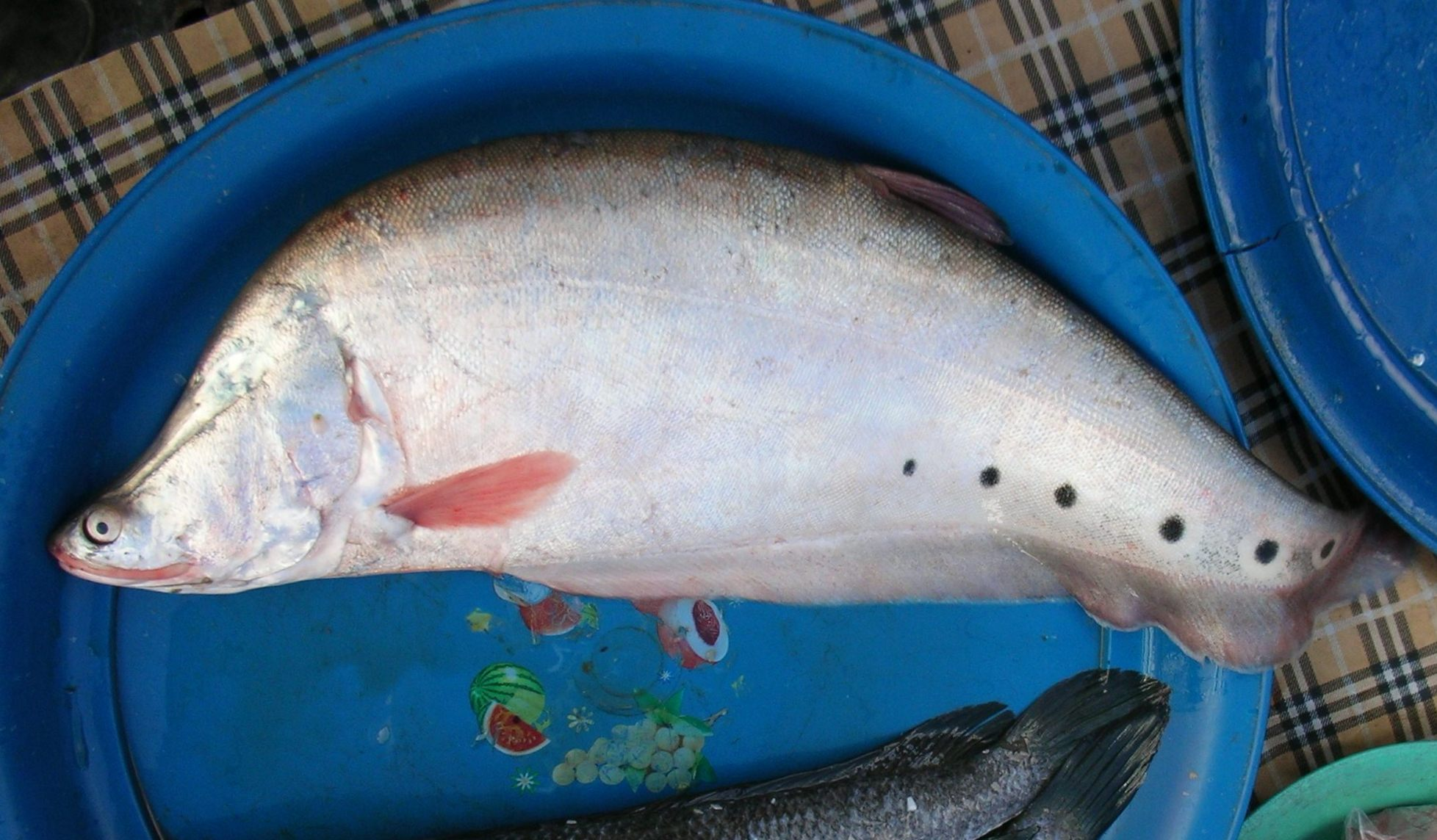
Chitala ornata
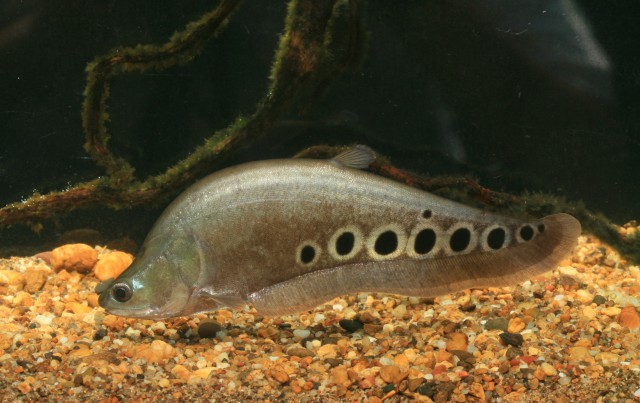
Chitala ornata
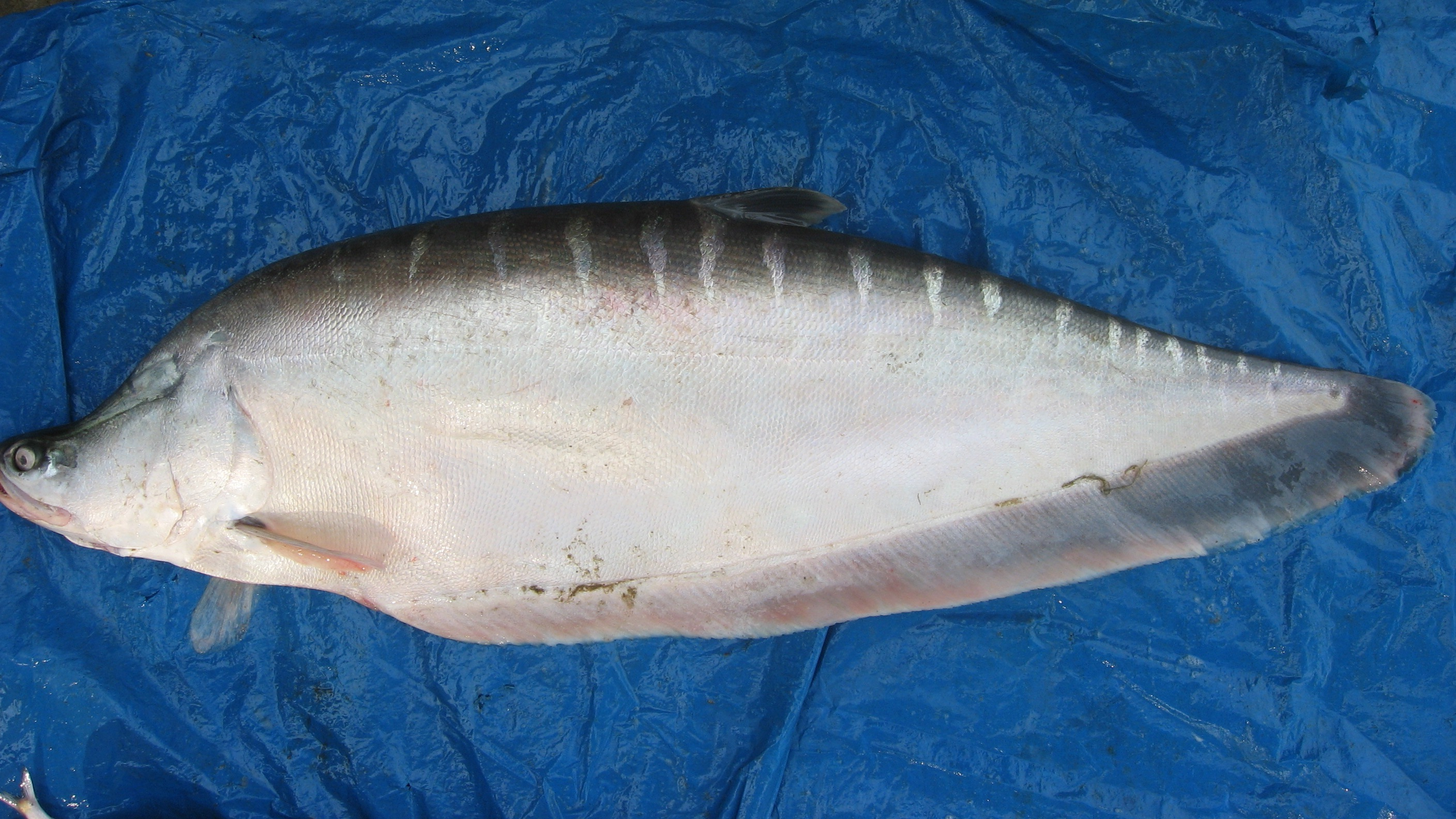
Chitala hypselonotus

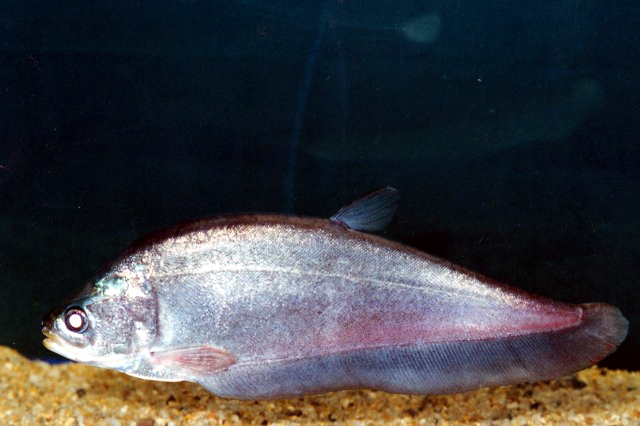
Notopterus notopterus
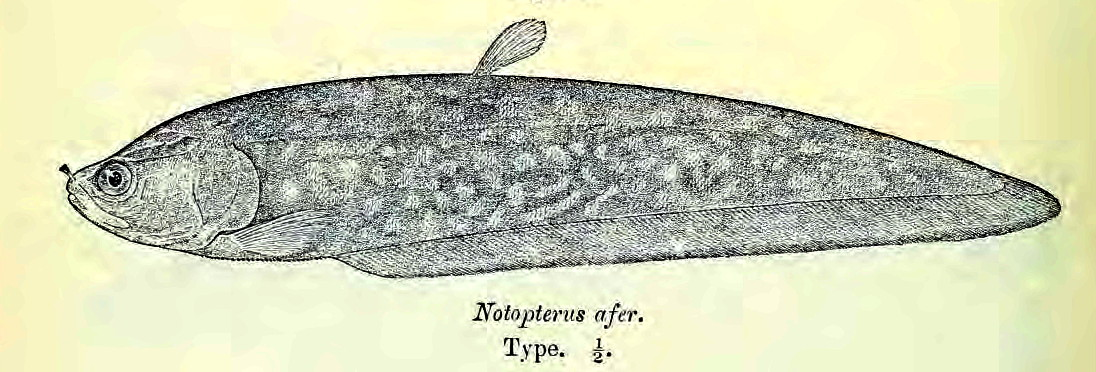
Papyrocranus afer
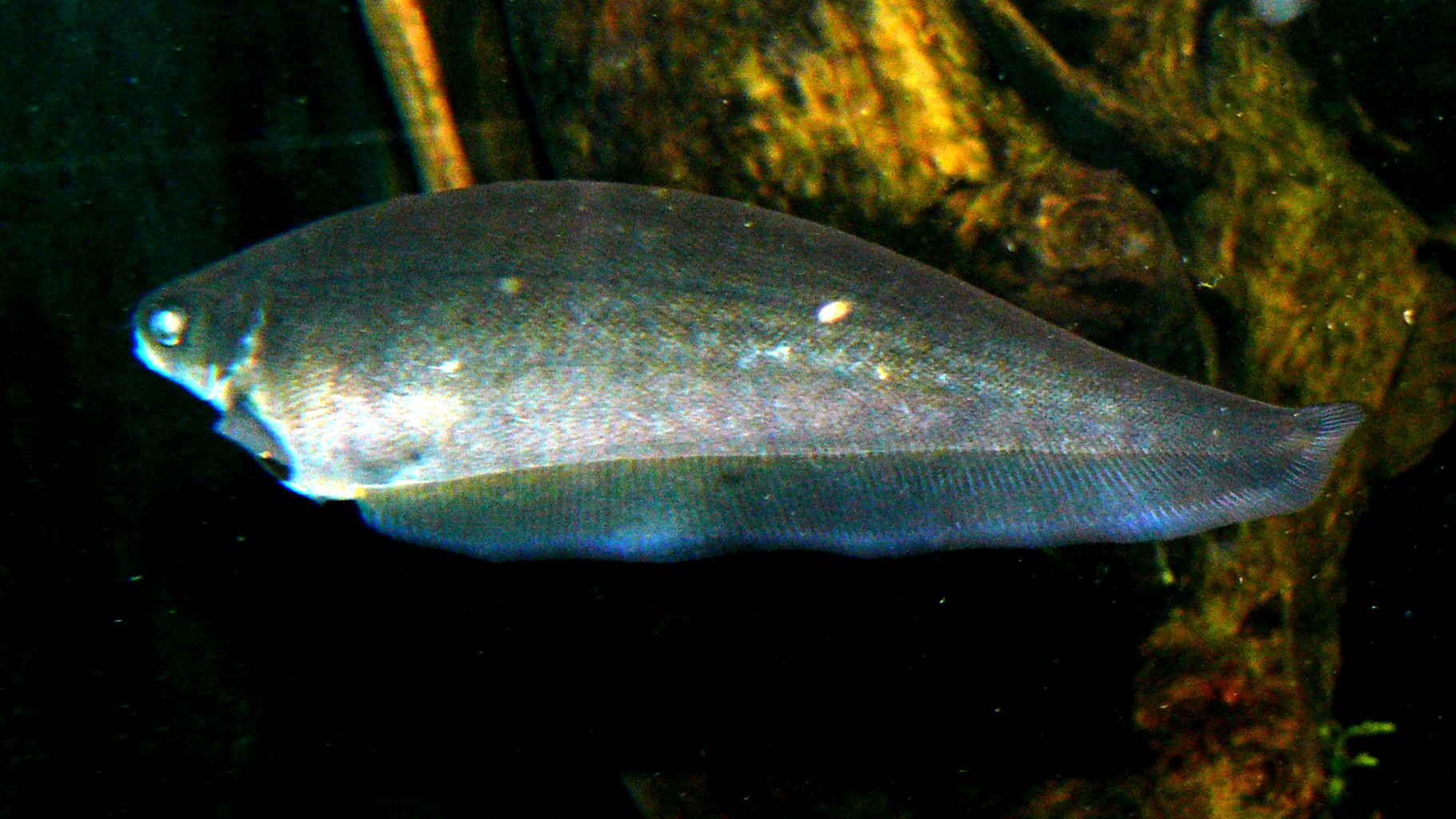
Xenomystus nigri